# Everett Rogers
Everett Rogers (6 de marzo de 1931 - 21 de octubre de 2004) fue un sociólogo y profesor conocido por haber sido uno de los primeros precursores de la teoría de la difusión de innovaciones en el año 1962, siendo uno de los primeros en introducir el concepto tan popular a comienzos del siglo XXI: early adopter. Cuando realiza la teoría Everett Rogers es un profesor de la Ohio State University. 

## Educación y carrera
Rogers nació en la granja Pinehurst de su familia en Carroll, Iowa, en 1931. Su padre amaba las innovaciones agrícolas electromecánicas, pero era muy reacio a utilizar innovaciones biológico-químicas, por lo que se resistió a adoptar el nuevo maíz híbrido, a pesar de que producía un 25% más de cosecha y era resistente a la sequía. Durante la sequía de Iowa de 1936, mientras las semillas de maíz híbridas crecían en la granja del vecino, la cosecha en la granja de los Rogers se marchitó. El padre de Rogers finalmente se convenció. 
Rogers no tenía planes de asistir a la universidad hasta que un maestro de escuela lo llevó a él y a algunos compañeros de clase a Ames para visitar la Universidad Estatal de Iowa . Rogers decidió estudiar allí una licenciatura. Obtuvo una licenciatura en agricultura en 1952. Luego sirvió en la Guerra de Corea durante dos años (1952-1954). Regresó a la Universidad Estatal de Iowa para obtener una maestría en 1955 y un doctorado en 1957, ambos en sociología rural. 
Rogers ocupó puestos docentes en la Universidad Estatal de Ohio (1957-1963), la Universidad Estatal de Michigan (1964-1973) y la Universidad de Michigan (1973-1975). Fue profesor Janet M. Peck de Comunicación Internacional en la Universidad de Stanford (1975-1985) y profesor Walter H. Annenberg y decano asociado de estudios de doctorado en la Escuela Annenberg de Comunicación de la Universidad del Sur de California (1985-1993). 
Como profesor Fulbright, Rogers enseñó en la Universidad Nacional de Colombia en Bogotá (1963-1964) y en la Universidad de París en Francia (1981). También fue profesor visitante distinguido en la Universidad Estatal de Nuevo México (1977), profesor visitante en la Universidad Iberoamericana de México (1979), profesor Ludwig Erhard en la Universidad de Bayreuth en Alemania (1996), profesor Wee Kim Wee (1998) y profesor Nanyang (2000-2001) en la Universidad Tecnológica de Nanyang en Singapur, y profesor visitante en la Universidad Johns Hopkins (1999-2000). Se desempeñó como presidente de la Asociación Internacional de Comunicación (1980-1981) y miembro del Centro de Estudios Avanzados en Ciencias del Comportamiento en Stanford, California (1991-1992).
En 1993, Rogers se trasladó a la Universidad de Nuevo México como presidente del departamento de comunicación y periodismo. Se había aficionado a Albuquerque mientras estaba destinado en una base aérea durante la Guerra de Corea. Ayudó a la UNM a lanzar un programa de doctorado en comunicación con énfasis especial en contextos interculturales y transculturales.  Rogers sufría de enfermedad renal y se retiró de la UNM en el verano de 2004. Murió unos meses después, sobreviviendo su esposa, la Dra. Corinne Shefner-Rogers, y dos hijos: David Rogers y Everett King. Durante su carrera académica de 47 años, Rogers escribió más de 30 libros y más de 500 artículos.

## Difusión de innovaciones
La teoría de la difusión de innovaciones fue propuesta en su tesis de doctorado publicada en 1962. Esta publicación se gesta en la Ohio State University, en el ámbito donde él era profesor asistente en sociología rural. A mediados de la primera década del tercer milenio, la difusión de innovaciones se convirtió en el segundo libro más citado en las ciencias sociales.
Su labor de investigación ha llegado a ser ampliamente aceptada en las comunicaciones y estudios de adopción de tecnología. También encontró su camino en una variedad de estudios en ciencias sociales, fue capaz de relacionar su investigación en comunicación a los problemas de promoción en salud, la higiene, la planificación familiar, prevención del cáncer y otras campañas de bien público.
A partir de su tesis de investigación, Rogers propone una categorización y distribución cuantitativa para quienes adoptan una innovación o idea valorándoseles como: innovadores (2,5%),  usuarios tempranos (13,5%), primera mayoría (34%), mayoría tardía (34%) y los más rezagados (16%); el estudio está basado matemáticamente en la curva de distribución en campana (de Bell). Estas categorías, surgen a partir de las desviaciones estándar de la media de la curva normal; las categorías proporcionan un lenguaje común para los investigadores la innovación.
El deseo de adopción voluntaria y la capacidad de adoptar de una innovación plantea Rogers dependen de la conciencia, interés, evaluación o testeo y juicio del potencial beneficiario. En consecuencia -por ejemplo- los agricultores pueden caer en categorías diferentes según las distintas innovaciones. Para representarse esto, una persona podría ser de los primeros en adoptar las innovaciones mecánicas para agricultura, pero puede pertenecer a la llamada “última mayoría” respecto a innovaciones en temas como salud o la adopción de la computadora personal.

## Publicaciones
- Rogers, E. M. (1960). Social change in rural society: A textbook in rural sociology. New York: Appleton-Century-Crofts.
- Rogers, E. M. (1962). Diffusion of innovations. New York: Free Press.
- Rogers, E. M. (1969). Modernization among peasants: The impact of communication. New York: Holt, Rinehart & Winston.
- Rogers, E. M. (1973). Communication strategies for family planning. New York: Free Press.
- Rogers, E. M. (Ed.). (1976). Communication and development: Critical perspectives. Beverly Hills, CA: Sage.
- Rogers, E. M. (1983). Diffusion of innovations (3rd ed.). New York: Free Press.
- Rogers, E. M. (1986). Communication technology: The new media in society. New York: Free Press.
- Rogers, E. M. (1994).  A history of communication study: A biographical approach. New York: Free Press.
- Rogers, E. M. (1995). Diffusion of innovations (4th ed.). New York: Free Press.
- Rogers, E. M. (2003). Diffusion of innovations (5th ed.). New York: Free Press.
- Rogers, E. M. (2008). The fourteenth paw: Growing up on an Iowa farm in the 1930s—A memoir. Singapore: Asian Media Information and Communication Center.
- Rogers, E. M., & Agarwala-Rogers, R. (1976). Communication in organizations. New York: Free Press.
- Rogers, E. M., & Balle, F. (Eds.). (1985). The media revolution in America and Western Europe. Norwood, NJ: Ablex.
- Rogers, E. M., & Bartlit, N. R. (2005). Silent voices of World War II: When sons of the Land of Enchantment met sons of the Land of the Rising Sun. Santa Fe, NM: Sunstone Press.
- Rogers, E. M., & Burdge, R. J. (1972). Social change in rural societies (2nd ed.). Englewood Cliffs, NJ: Prentice-Hall.
- Rogers, E. M., Burdge, R. J., Korshing, P. F., & Donnermeyer, J. F. (1988). Social change in rural societies: An introduction to rural sociology (3rd ed.). Englewood Cliffs, NJ: Prentice-Hall.
- Rogers, E. M., & Chaffee, S. H. (1994). Communication and journalism from “Daddy” Bleyer to Wilbur Schramm: A palimpsest (Journalism Monographs, No. 148). Columbia, SC: Association for Education in Journalism and Mass Communication.
- Rogers, E. M., Dearing, J. W., & Chang, S. (1991). AIDS in the 1980s: The agenda-setting process for a public issue (Journalism Monographs, No. 126). Columbia, SC: Association for Education in Journalism and Mass Communication.
- Rogers, E. M., & Kincaid, D. L. (1981). Communication networks: Toward a new paradigm for research. New York: Free Press.
- Rogers, E. M., & Larsen, J. K. (1984). Silicon Valley fever: Growth of high-technology culture. New York: Basic Books.
- Rogers, E. M., & Shoemaker, F. F. (1971). Communication of innovations: A cross-cultural approach (2nd ed. of Diffusion of innovations). New York: Free Press.
- Rogers, E. M., & Solomon, D. S. (1975). Traditional midwives as family planning communicators in Asia. Honolulu, HI: East-West Communication Institute.
- Rogers, E. M., & Steinfatt, T. M. (1999). Intercultural communication. Prospect Heights, IL: Waveland Press.
- Backer, T. E., Rogers, E. M., & Sopory, P. (1992). Designing health communication campaigns: What works? Newbury Park, CA: Sage.
- Backer, T. E., & Rogers, E. M. (Eds.). (1993). Organizational aspects of health communication campaigns: What works? Newbury Park, CA: Sage.
- Dearing, J. W., & Rogers, E. M. (1996). Agenda-setting. Thousand Oaks, CA: Sage.
- Gibson, D. V., & Rogers, E. M. (1994). R&D collaboration on trial: The microelectronics and computer technology corporation. Boston, MA: Harvard Business School Press.
- Singhal, A., Cody, M. J., Rogers, E. M., & Sabido, M. (Eds.). (2004). Entertainment-education and social change: History, research, and practice. Mahwah, NJ: Lawrence Erlbaum Associates.
- Singhal, A., & Dearing, J. W. (Eds.). (2006). Communication of innovations: A journey with Ev Rogers. New Delhi: Sage.
- Singhal, A., & Rogers, E. M. (1999). Entertainment education: A communication strategy for social change. Mahwah, NJ: Lawrence Erlbaum Associates.
- Singhal, A., & Rogers, E. M. (2001). India's communication revolution: From bullock carts to cyber marts. New Delhi: Sage.
- Singhal, A., & Rogers, E. M. (2003). Combating AIDS: Communication strategies in action. New Delhi: Sage.
- Williams, F., Rice, R. E., & Rogers, E. M. (1988). Research methods and the new media. New York: Free Press.